# 伊夫林 (加利福尼亞州)
伊夫林（英語：Evelyn）是位於美國加利福尼亞州因約縣的一個非建制地區。該地的面積和人口皆未知。

## 地理
伊夫林的座標為36°08′48″N 116°18′58″W / 36.14667°N 116.31611°W，而該地的平均海拔高度為573米（即1880英尺）。